# NGC 174
NGC 174 (ook wel PGC 2206, ESO 411-1, MCG -5-2-28, AM 0034-294 of IRAS00345-2945) is een balkspiraalstelsel in het sterrenbeeld Beeldhouwer.
NGC 174 werd op 27 september 1834 ontdekt door de Britse astronoom John Herschel.